# José Enrique Sánchez
José Enrique Sánchez Díaz, född 23 januari 1986 i Valencia, är en spansk före detta fotbollsspelare som spelade som vänsterback. Han spelade över 161 matcher för klubblag i engelska Premier League, samt några matcher för Spaniens U21-landslag.

## Spelarkarriär
Sánchez började sin karriär i Valencialaget Levante UD, men köptes redan efter en säsong av rivalen Valencia CF. Spanjoren stannade i Valencia i en säsong, men spelade aldrig en match för laget, istället lånades han ut till RC Celta de Vigo. Efter en framgångsrik säsong i klubben flyttade Sánchez till Valencias lokala rival Villarreal CF där han ersatte argentinaren Juan Pablo Sorín som sålts till Hamburger SV.

### Newcastle United
Efter en bra säsong i Villarreal samt en okej insats i U20-VM var Sánchez åter redo att byta klubb. De brittiska lagen Manchester City och Liverpool FC visade båda intresse, men det var till Newcastle United som Sánchez, den 6 augusti 2007, anslöt sig. Kontraktet är på 6,3 miljoner pund och sträcker sig över fem år.
Sánchez debuterade för sin nya klubb den 29 augusti 2007 mot Barnsley FC. Spanjoren spelade 90 minuter och Newcastle vann med 2-0. Efter att endast sporadiskt ha valts in i A-truppen ryktades det om att Sánchez skulle säljas till spanska Real Zaragoza, men han blev kvar i klubben. Säsongen 2009-2010 blev Enrique tillsammans med lagkamraterna Fabricio Coloccini, Kevin Nolan och Andy Carroll uttagen i "årets lag" i The Championship.

### Liverpool FC
Den 11 augusti 2011 meddelade Liverpool FC på sin officiella hemsida att man kommit överens med Newcastle om en övergångssumma som i media rapporteras vara 5,5 miljoner pund för Enrique. Den 12 augusti 2011 skrev Enrique på för Liverpool efter att ha klarat läkarundersökningen och kommit överens om de personliga villkoren dagen innan. Han debuterade för Liverpool dagen efter i serie premiären mot Sunderland på Anfield. 
Han spelade hela matchen som slutade 1-1.
I sina sista matcher för klubben så fick Enrique äran att bära kaptensbindeln. Sista framträdet var i en FA-Cup-match som Liverpool vann med 3-0, I januari 2016. 
Under åren på Anfield så hade Enrique återkommande allvarliga problem med sitt ena knä; problem som ledde till att klubben och spelaren ömsesidig sade upp kontraktet den 9 maj 2016 . 

### Real Zaragoza
Efter att ha varit kontraktslös under 4 månader så tog Real Zaragoza chansen att värva Enrique, och hoppades att han skulle vara förbi sina skadedrabbade dagar. Det blev 27 ligamatcher under hans sista säsong, men på grund av tidigare skadeproblem nådde han aldrig upp till sin gamla nivå. Den 6 september 2017 tog Enrique beslutet att avsluta karriären, efter att ha att gjort ett sista försök att bli hel och komma i form tills ligan dragit igång. 

## Personligt
I maj 2018 diagnostiserades José Enrique med en ovanlig hjärntumör, nämligen chordoma. Den 23 juni 2018 meddelade han att återhämtades efter en hjärntumör operation och mindre än ett år senare, i april 2019 meddelade José Enrique att han numer är cancerfri.